# Nathaniel Wallich
Nathaniel Wallich (født 28. januar 1786, død 28. april 1854) var en dansk kirurg og botaniker.
Under udstationering som kirurg i den danske indiske koloni Serampore opdagede, indsamlede og registrerede Wallich en hel del nye planter, herunder Assam-teplanten (Camellia sinensis var. assamica) i den indiske nordøstlige delstat Assam. Denne opdagelse blev fundamentalt afgørende for den senere udbredelse af te-dyrkning i Indien. Flere af de plantearter han opdagede har latinsk navn efter ham.

## Film
- Morten Skriver (inst.): Nathanial Wallich & Botanikkens Imperium, Zentropa Real (2003)